# A Melody from the Sky
A Melody from the Sky ist ein Lied aus dem Soundtrack des Films Kampf in den Bergen (The Trail of the Lonesome Pine).

## Entstehungshintergrund
Das Lied wurde von Louis Alter komponiert und erschien 1937 als Teil der Filmmusik. Der Text des Songs wurde von Sidney D. Mitchell geschrieben. 1937 erfolgte eine Nominierung für den Oscar in der Kategorie „Bester Song“. Gesungen wurde es im Film von Fuzzy Knight.

## Coverversionen
Versionen des Stückes mit Gesang oder auch instrumental wurden von zahlreichen Künstlern veröffentlicht, wie beispielsweise von Cliff Edwards, Bob Crosby and his Orchestra, Mezz Mezzrow, Bunny Berigan, Flip Phillips, Woody Herman, Scott Robinson und Frances Langford.
Unter dem Titel „Eine Melodie geht durch die blaue Nacht“ erschien das Lied auch im europäischen Raum. Das Orchester Theo Heldt nahm es 1936 bei Kalliope anonym als „Großes Jazzorchester mit Refraingesang“ auf. Sänger war Heinz Larsen. Hinter diesem Pseudonym verbarg sich der vielbeschäftigte deutsche Refrainsänger Paul Dorn.